# Horismenoides sulfureiventris
Horismenoides sulfureiventris är en stekelart som beskrevs av Girault 1913. Horismenoides sulfureiventris ingår i släktet Horismenoides och familjen finglanssteklar. Inga underarter finns listade i Catalogue of Life.